# Liste der Grade-I-Bauwerke in Greater Manchester
| Lage von Greater Manchester in England                                                                          |
| Gliederung von Greater Manchester                                                                               |
| 1. Manchester 2. Stockport 3. Tameside 4. Oldham 5. Rochdale 6. Bury 7. Bolton 8. Wigan 9. Salford 10. Trafford |

Diese Liste der Grade-I-Bauwerke in Greater Manchester nennt die Grade-I-Listed Buildings (englisch) im Metropolitan County Greater Manchester nach Metropolitan Boroughs geordnet.
Von den rund 373.000 Listed Buildings in England sind rund 9000, also etwa 2,4 %, als Grade I eingestuft. Davon befinden sich etwa 50 in Greater Manchester.

## Bolton
1. 10, Firwood Fold, Bolton, BL2
2. Hall I Th Wood, Bolton, BL1
3. Smithills Hall, Bolton, BL1

## Bury
1. Church of All Saints, Bury, M45
2. Church of Saint Mary and Saint Bartholomew, Bury, M26
3. Church of St Mary, Bury, M25
4. Parish Church of Saint Mary, Bury, BL9
5. Radcliffe Tower, Bury, M26

## Manchester
1. Albert Memorial, Manchester, M2
2. Baguley Hall, Manchester, M23
3. Bank of England trustee Savings Bank, Manchester, M2
4. Cathedral Church of St Mary, Manchester, M3
5. Chethams Hospital and Attached Wall, Manchester, M3
6. Church of St Ann, Manchester, M2
7. Former First Church of Christ, Scientist, Manchester, M14
8. Former Liverpool Road Railway Station station Masters House, Manchester, M3
9. Heaton Hall, Manchester, M25
10. John Rylands Library and Attached Railings, Gates and Lamp Standards, Manchester, M3
11. Manchester Art Gallery, Manchester, M2
12. Old Warehouse to North of Former Liverpool Road Railway Station, Manchester, M60
13. Ordsall Hall, Salford, M5
14. Railway Bridge over River Irwell to Former Liverpool Road Station, Salford, M3
15. Railway Bridge over River Irwell to Former Liverpool Road Station (That Part in Salford), Salford, M5
16. Roman Catholic Church of the Holy Name of Jesus, Manchester, M13
17. Town Hall, Manchester, M2

## Oldham
1. Church of St Leonard, Rochdale, M24

## Rochdale
1. Church of Saint Edmund and Associated Boundary Wall, Railings and Gates, Rochdale, OL12
2. Church of St Mary-in-the-Baum, St Mary’s Gate, Rochdale, Rochdale, OL16
3. Rochdale Cenotaph, Rochdale, OL16
4. Town Hall, Rochdale, OL16

## Salford
1. Church of St Augustine, Salford, M27
2. Church of St Mark, Salford, M28
3. Church of St Mary, Salford, M30
4. Wardley Hall, Salford, M28

## Stockport
1. Bramall Hall, Stockport, SK7
2. Church of St Elisabeth, Stockport, SK5
3. Church of St George, Stockport, SK2
4. Church of St Mary, Stockport, SK8
5. Parish Church of St Mary, Stockport, SK1
6. Parish Church of St Thomas, Stockport, SK1
7. Peak Forest Canal, Goyt Aqueduct, Stockport, SK6

## Tameside
1. Church of St Anne, Tameside, M34
2. Church of St Michael and All Angels PhotosTameside, OL6

## Trafford
1. Carriage House Immediately to South of Kitchen Courtyard, Dunham Massey, Trafford, WA14
2. Church of All Saints, Trafford, M41
3. Dunham Hall, Dunham Massey, Trafford, WA14
4. Old Church of Saint Werburg, Warburton, Trafford, WA13
5. Royd House, Trafford, WA15
6. Stables to South of Hall, Dunham Massey, Trafford, WA14

## Wigan
1. Church of St Wilfrid, Wigan, WN6